# Roland Pauler
Roland Pauler (* 11. Juni 1954 in Bamberg) ist deutscher Mittelalterhistoriker.
Roland Pauler studierte Geschichte, Altphilologie und Germanistik. Er wurde promoviert 1982. Er habilitierte sich im Jahr 1992 im Fach Mittelalterliche Geschichte an der Ludwig-Maximilians-Universität München.
Von 1978 bis 1979 war er als Stipendiat am Deutschen Historischen Institut in Rom beschäftigt, von 1982 bis 1984 als wissenschaftlicher Mitarbeiter an diesem tätig. 1985 folgte ein Stipendiat bei der Deutschen Forschungsgemeinschaft. In den Jahren 1987 und 1988 arbeitete er an der Scuola di Paleografia e Filologia Musicale in Cremona. Nach der Habilitation im Jahr 1992 ging er in Vertretung von Professuren an die Universitäten von München, Regensburg und Erlangen.
Er verfasste zahlreiche Werke zu mittelalterlichen Themen, unter anderem Die deutschen Könige und Italien im 14. Jahrhundert. Von Heinrich VII. bis Karl IV (1997), Der Kaiser und die Papessa (1999), Leben im Mittelalter (2007), Karl der Große. Der Weg zur Krönung (2009), Karl der Große: Heiliger Bigamist und Brudermörder: Kuriositäten aus drei Jahrhunderten Geschichtsforschung (2013), Bärentöter (2015) und Karl der skrupellose Große (2021), sowie einen großen Katalog an Vorträgen.
Roland Pauler lebt und arbeitet heute in Passau. Er ist, neben seiner Tätigkeit als freier Lektor und Autor, als Deutschlehrer für Flüchtlinge tätig und engagiert sich in der Deutsch-Italienischen Gesellschaft von Passau.